# Peter Carl Fabergé
Peter Carl Fabergé, conosciuto anche come Karl Gustavovič Faberže (in russo Карл Густавович Фаберже?; San Pietroburgo, 30 maggio 1846 – Losanna, 24 settembre 1920), è stato un gioielliere e orafo russo.
Divenne particolarmente noto per le famose Uova Fabergé, prodotti d'alta gioielleria, realizzati nello stile delle uova di Pasqua, con l'uso di metalli e pietre preziose.

## Biografia

### I primi anni

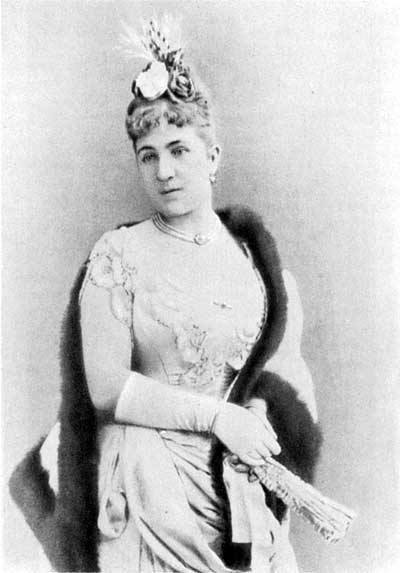
Augusta Julia Jacobs (Fabergé).

Nacque a San Pietroburgo, in Russia, da padre tedesco del Baltico ma di ascendenza francese, il gioielliere Gustav Fabergé, e da sua moglie, la danese Charlotte Jungstedt. Gli antenati paterni di Gustav Fabergé erano ugonotti, originari di La Bouteille, in Piccardia, i quali dovettero abbandonare la Francia dopo l'editto di Fontainebleau e alla revoca dell'editto di Nantes, recandosi dapprima a Schwedt/Oder, in Germania, poi, dal XIX secolo, nella provincia baltica della Livonia, allora parte dell'impero russo.
Educato inizialmente a San Pietroburgo, nel 1860, Gustav Fabergé, assieme alla moglie e ai figli, si ritirò a Dresda, lasciando la sua attività nelle mani di esperti e fidati manager. Peter Carl frequentò, in questi anni, un corso alla Scuola delle Arti e dei Mestieri di Dresda.
Nel 1864, si imbarcò per un Grand Tour in Europa, con lo scopo di visitare le principali gioiellerie di Germania, Francia e Inghilterra, e frequentando, nel contempo, un corso a Parigi, vedendo oggetti in musei e gallerie del continente.
I suoi viaggi e studi proseguirono sino al 1872, quando, all'età di 26 anni, fece ritorno a San Pietroburgo e sposò Augusta Julia Jacobs. Per i successivi dieci anni, il padre predispose che il mastro di bottega Hiskias Pendin divenisse il suo mentore e tutore, in quanto, proprio in quegli anni, la bottega dei Fabergé si trovava a dover catalogare, riparare e restaurare oggetti, anche provenienti dall'Ermitage. Dato l'incremento delle richieste, nel 1881, l'attività venne trasferita in una delle principali strade della città di San Pietroburgo, al 16/18 di Bol'šaja Morskaja.

### Le redini dell'attività

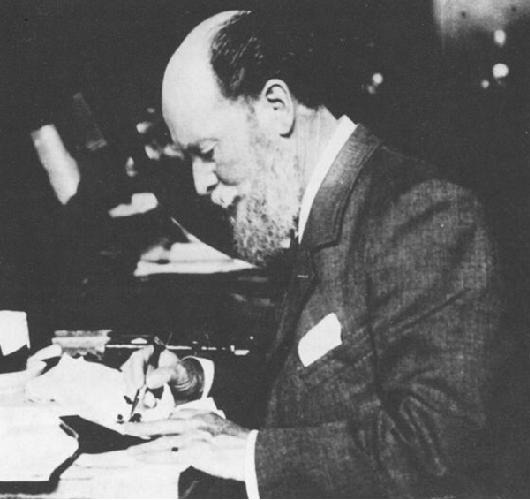
Fabergé al lavoro.

Alla morte di Hiskias Pendin, nel 1882, ottenne da solo la responsabilità di condurre l'attività di famiglia. Ottenne dal governo il titolo di maestro gioielliere, il che gli permise, oltre alla firma, di porre sui suoi oggetti un marchio personale. La sua reputazione era così alta che gli venne evitato anche l'esame da parte dell'istituto preposto. Suo fratello, Agathon, disegnatore di creatività e talento grandiosi, aderì al progetto del fratello, creando una bottega affiliata a Dresda.
Carl e Agathon parteciparono all'Esibizione panrussa, che si tenne a Mosca, nel 1882. Carl, per l'occasione, ottenne la medaglia d'oro dell'esibizione e la medaglia dell'Ordine di San Stanislao. Uno dei pezzi migliori, esposti per l'occasione dalla famiglia Fabergé, era la replica di un prezioso braccialetto del IV secolo, in oro, proveniente dal tesoro di Scizia e presente nel tesoro dell'Hermitage, bello al punto che lo zar Alessandro III, vedendolo, disse apertamente che non si poteva distinguere la riproduzione dall'originale, tanto era somigliante. Da quel punto in poi, le opere della famiglia Fabergé entrarono a far parte della collezione imperiale e gli artisti vennero ammessi a corte.
L'ecletticità del lavoro dei Fabergé consisteva nel rendere ogni oggetto particolarmente prezioso, attraverso l'aggiunta di disegni e particolari unici al mondo, oltre all'utilizzo di automi e sistemi innovativi per i gioielli stessi.
Nel 1885, lo zar diede alla Casa Fabergé il titolo di Gioiellieri per nomina speciale della Corona Imperiale.

### Le uova di Pasqua

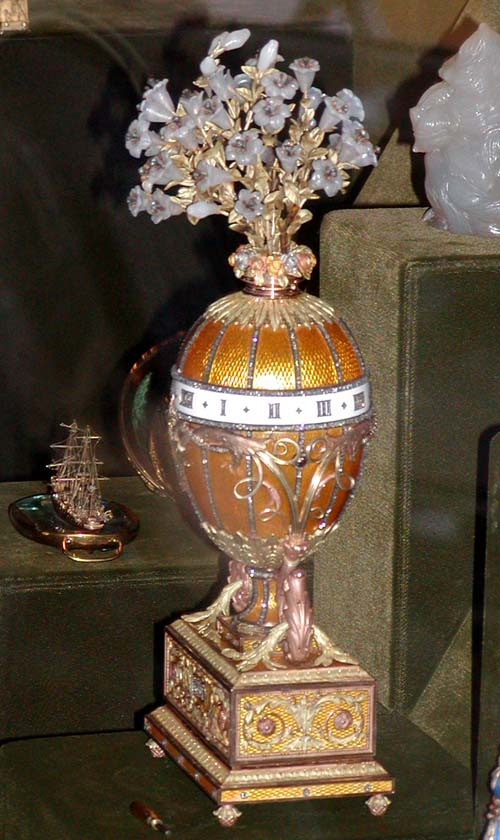
"Uovo dei gigli", ad opera di Fabergé.

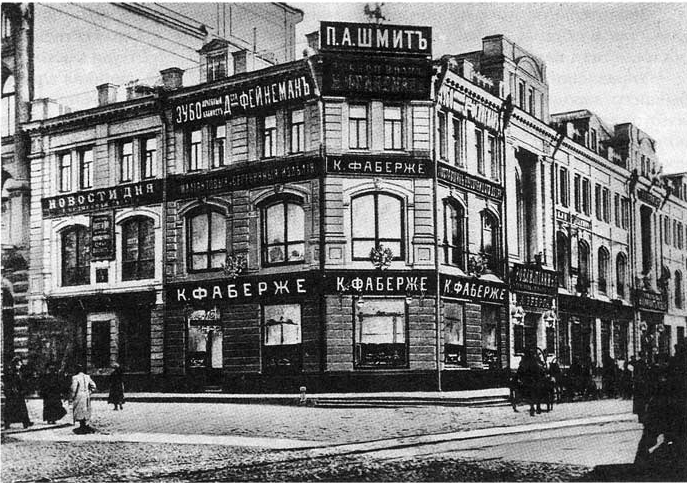
Il negozio di Fabergé a Mosca, Kuzneckij Most 4, 1893.

Lo stesso zar commissionò alla compagnia la realizzazione di un prezioso uovo di Pasqua, in oro e pietre preziose, come regalo per la zarina Marija. Visto il successo del primo regalo, lo zar ne commissionò un altro, per l'anno successivo.
Ad ogni modo, nel 1887, ottenne la libertà di esecuzione e il nuovo oggetto divenne molto elaborato e prezioso. Secondo la tradizione della famiglia Fabergé, nemmeno lo zar avrebbe saputo il risultato finale: l'unica sicurezza era che, all'interno, doveva trovarsi una sorpresa. Lo zar successivo, Nicola II, ordinò due uova ogni anno, uno per la madre e uno per la moglie, Aleksandra, e la tradizione proseguì sino alla rivoluzione d'ottobre.
Grazie anche a questi oggetti, Fabergé divenne la più grande gioielleria della Russia. Oltre alla sede di San Pietroburgo, altri distaccamenti si trovavano a Mosca, Odessa, Kiev e Londra. Tra il 1882 e il 1917, si è calcolata una produzione di circa duecentomila oggetti preziosi.
Nel 1900, presentò le proprie opere all'Esposizione mondiale di Parigi, ma, siccome era anche membro della giuria, la Casa Fabergé si esibì hors concours (fuori concorso). Ad ogni modo, la Casa ottenne la medaglia d'oro dell'esposizione e l'associazione dei gioiellieri parigini riconobbe a Carl Fabergé il titolo di maître. Inoltre, venne decorato con la croce di cavaliere della Legion d'onore.

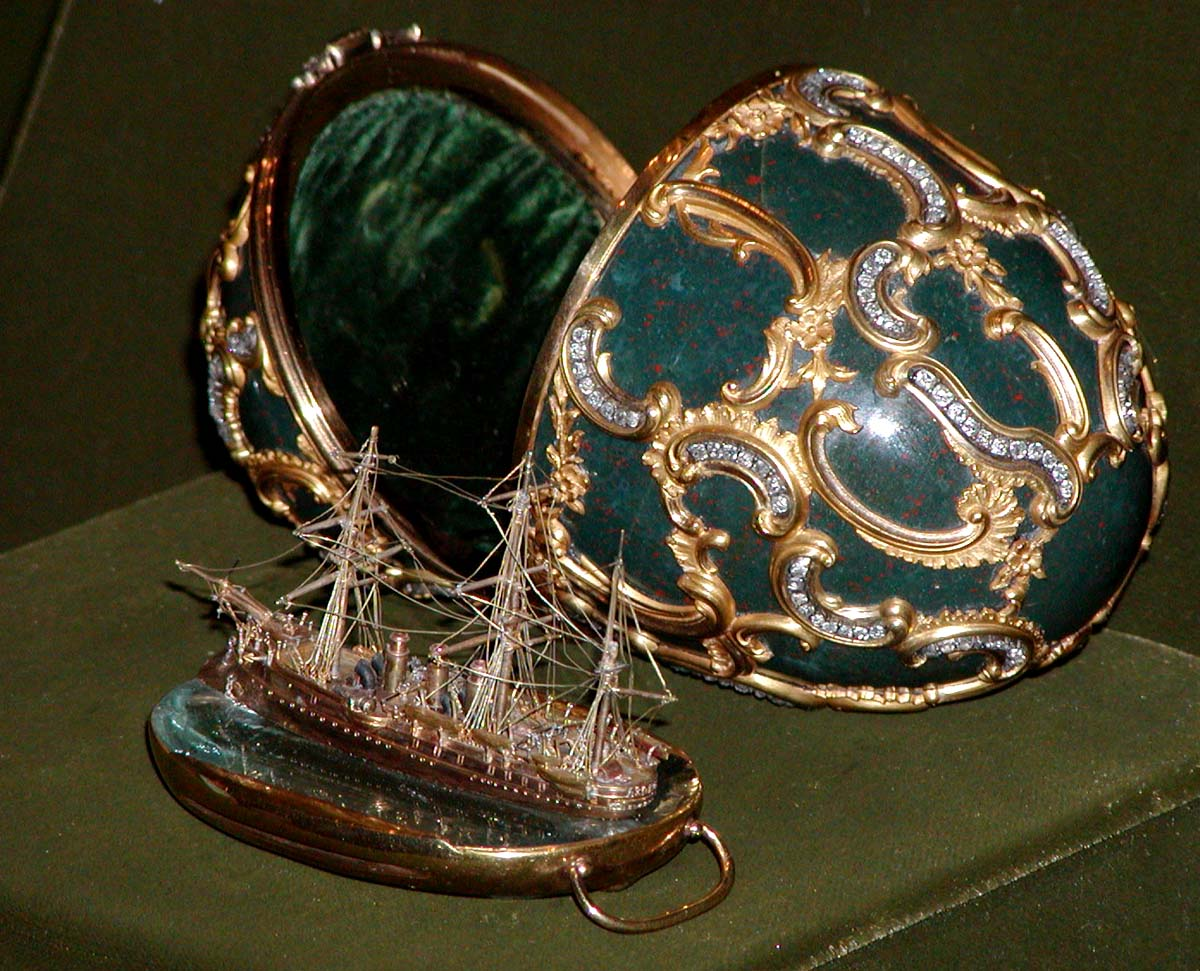
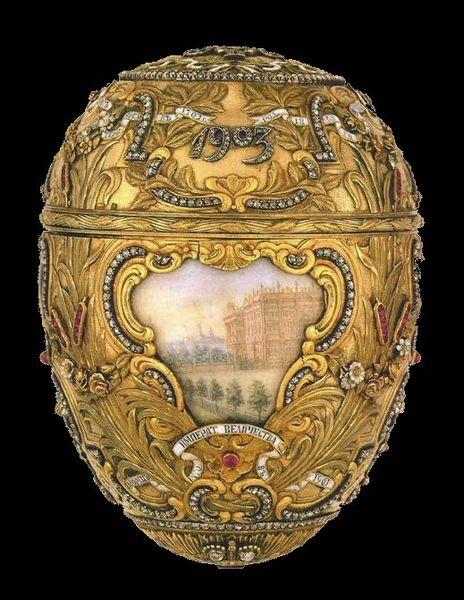
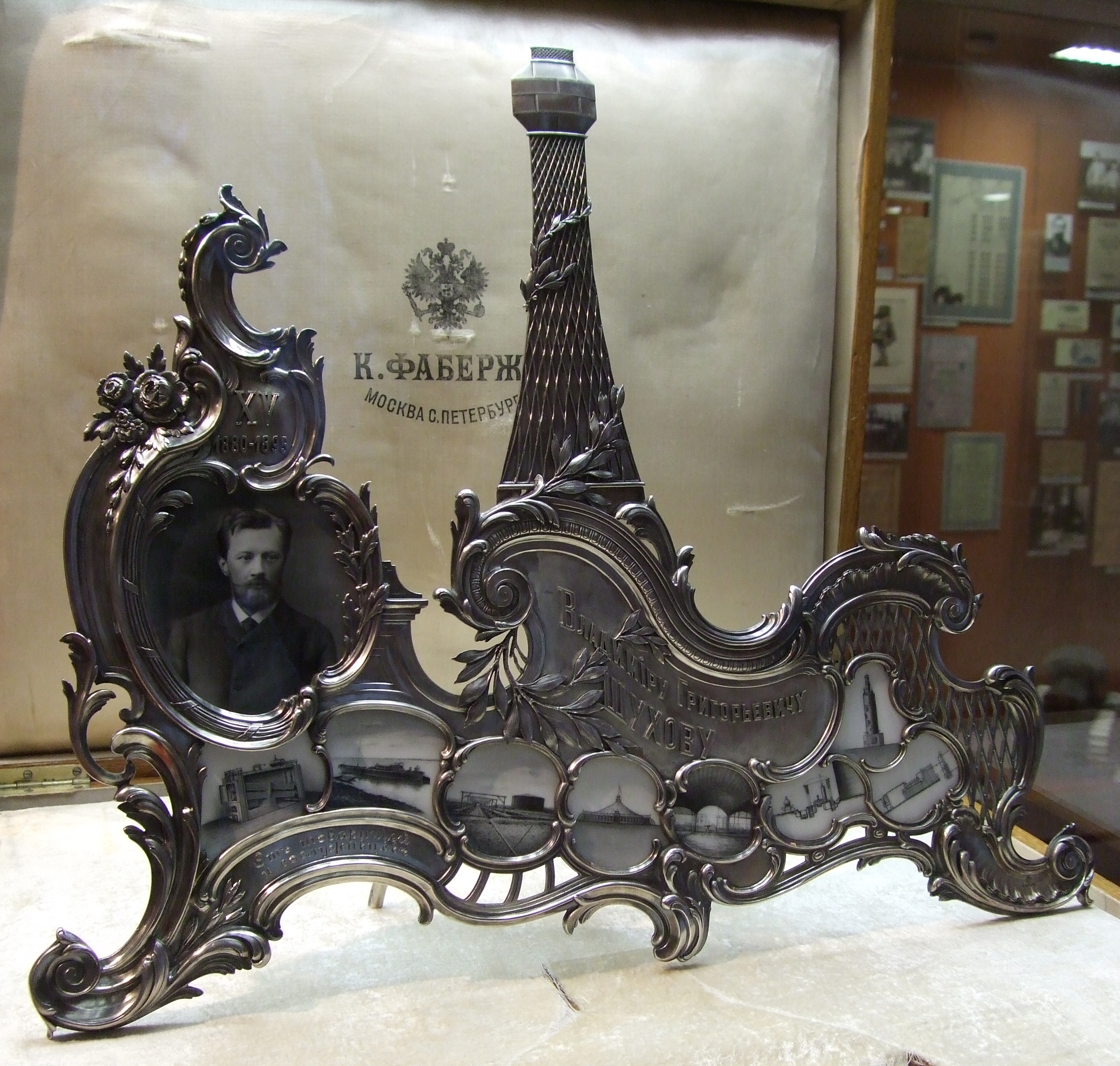

### La rivoluzione russa e la nazionalizzazione
Nel 1916 la Casa Fabergé poteva contare su un capitale di compagnia di tre milioni di rubli. L'anno successivo, con lo scoppio della rivoluzione d'ottobre e la caduta della monarchia zarista, la direzione della compagnia venne affidata al Comitato degli Impiegati della Compagnia C. Fabergé. Nel settembre 1918, la Casa Fabergé venne nazionalizzata dai bolscevichi e tutti i pezzi presenti in magazzino vennero confiscati.
Nel settembre 1918, dopo la nazionalizzazione del lavoro della fabbrica, temendo l'arresto, lasciò San Pietroburgo illegalmente, con un treno diplomatico, verso Riga, sotto le spoglie di un corriere per una delle ambasciate straniere. A metà novembre, la rivoluzione aveva già raggiunto la Lituania e, nuovamente, si spostò in Germania, insediandosi dapprima a Bad Homburg e poi a Wiesbaden. Eugène, il figlio primogenito, riuscì a fuggire con la madre in Finlandia, ove giunse a piedi, nel dicembre 1918. Durante il giugno 1920, Eugène raggiunse Wiesbaden, ricongiungendosi al genitore e accompagnando il padre in Svizzera, ove prese rifugio, con la famiglia, all'Hôtel Bellevue, a Pully presso Losanna.

### Vita privata e morte

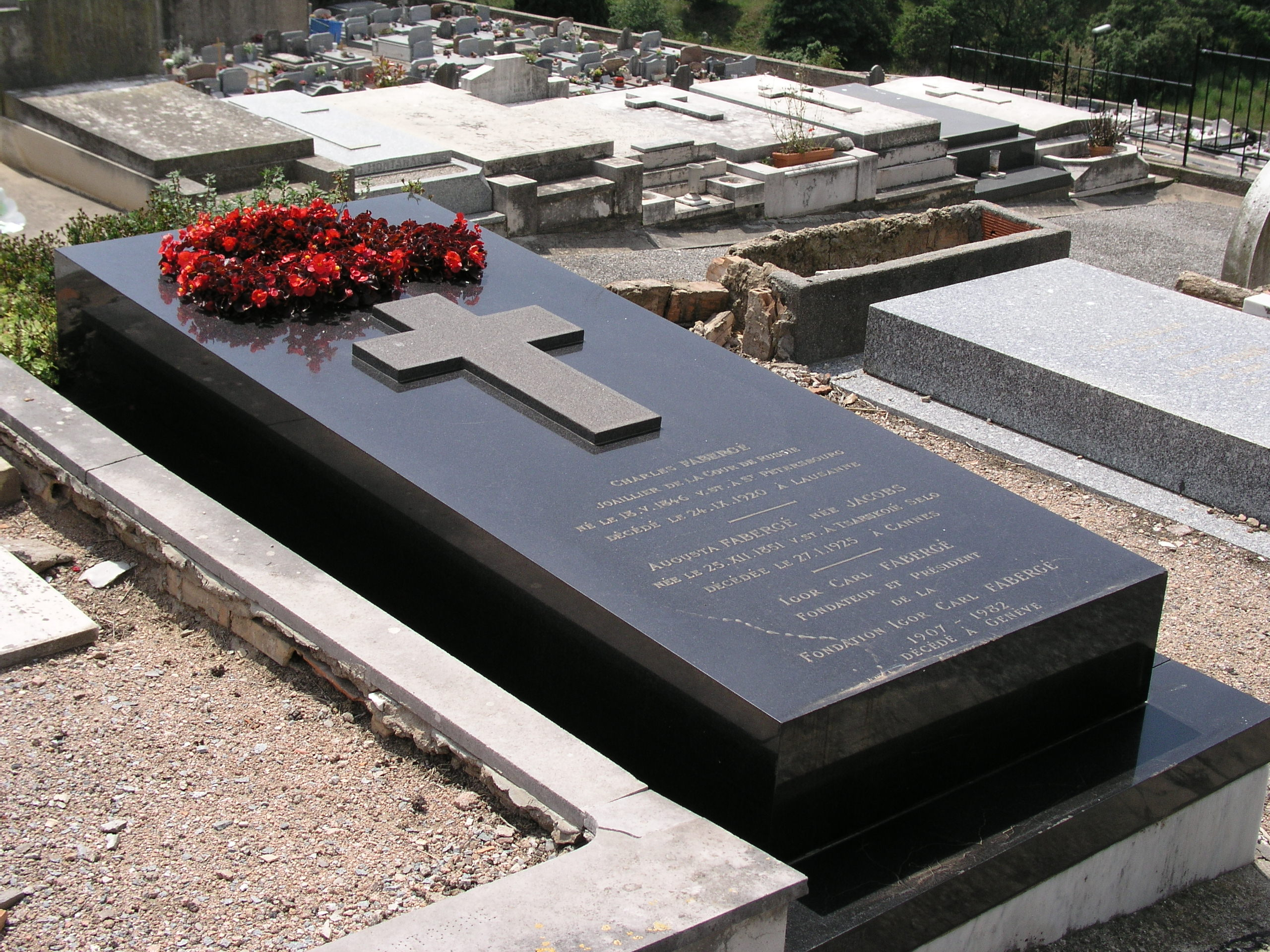
La tomba della famiglia Fabergé, nel cimitero di Cannes.

Non si riprese mai dallo shock della rivoluzione russa e morì in Svizzera la mattina del 24 settembre 1920. La sua salma riposa oggi nel Cimetière du Grand Jas, a Cannes, in Francia, assieme alla moglie, morta nel 1925.
Ebbe quattro figli: Eugène (1874-1960), Agathon (1876-1951), Alexander (1877-1952) e Nicholas (1884-1939).